# Dansk fodbold (bog)
Dansk fodbold er en dansk bog med Johannes Gandil som redaktør og initiativtager, udgivet i forbindelse med Dansk Boldspil-Union's 50 års jubilæum i 1939. Den er et omfattende værk omkring dansk fodbold. Forsideillustrationen af en forgyldt fodboldspiller er tegnet af Sven Brasch. Værket, som blev udgivet af Sportsbladets Forlag, kom i to oplag.
Dansk fodbold redegør for udviklingen af det engelske spil fodbold, dets indførelse i Danmark af engelske jernbanearbejdere og gennemgår derefter år for år landskampe, klubkampe, FIFA-kongresser, forskellige klubber og lokalunioners historie samt DBU’s bestyrelsesmøder. Selvom bogen er personcentreret, nationalchauvinistisk i gennemgangen af landskampe, ikke gør brug af fodnoter, og ukritisk udtaler sig om fodboldbevægelsens helte og skurke – hvor heltene er især de skiftende DBU-formænd – så indeholder bogen dog mange oplysninger som ikke kan findes andre steder. Bogen indeholder 718 sider.